# 秋山白巌
秋山 白巌（あきやま はくがん、元治元年2月20日（1864年3月27日） - 昭和29年（1954年）2月23日）は、日本の書家。諱は純、通称は隆道、白巌は号で、別号を碧城・探淵という。晩年、白巌と号し、碧城でも名が通っている。

## 経歴
田安徳川家の家臣秋山義隆の次男として江戸青山に生まれる。書は初め巻鴎洲に学び、後、巻菱湖の内弟子となった。明治19年（1886年）に渡清して徐三庚の門に学び、明治24年（1891年）に一旦帰国し、中村蘭台や西川春洞に大きな影響を与えた。帰国後、東京市京橋区に「弘書学院」を創立し書道の通信教育をはじめ、日本各地や台湾で書塾を開き、書道の普及に努めた。

## 明治初期の書道界
明治初期の日本の書道界は、明治13年（1880年）の楊守敬の来日を機に、日下部鳴鶴・巖谷一六・松田雪柯などの活動によって六朝書道が盛行し、江戸時代とは全く異なる様相を呈してきた。この近代的書道思潮の黎明期に、進歩的な書家たちの関心は清朝文墨界のあり方と古典研究であった。そして、中林梧竹・白巌・鳴鶴らは実際に清国の土を踏む。
白巌の渡清は明治19年（1886年）であるが、白巌は永年、当時の大家、徐三庚の膝下で学び、師そのままの書風を伝えている。徐三庚は篆書をよくし、その書は『天発神讖碑』の筆意に学び、篆刻家としても活躍していた。楊守敬の来日の前年、岸田吟香と円山大迂は渡清して直接、三庚から益を受けているが、この吟香や白巌を介して三庚に傾倒した篆刻家に中村蘭台がいる。また、西川春洞は、後年、鳴鶴に拮抗する唯一の大きな系列を形成する大家であるが、春洞も三庚に傾倒する。この春洞と三庚の結びつきに重要な役目を果たしたのが白巌であった。
西川春洞と徐三庚
昭和55年（1980年）11月、春洞の没後65年を記念する「西川春洞展」が日本橋の東急百貨店で開かれたが、この展示の中に書道展としては珍しく、臨書・模本・双鉤塡墨本なども数多く出された。その双鉤塡墨の作に、『徐三庚出師表』・『徐三庚隷書郭林宗碑』などがあり、この三庚の作品は白巌が中国から持ち帰ったものを双鉤にとったという。このとき春洞44歳で、これ以後、春洞の三庚への傾倒が始まる。この年（明治24年（1891年））、鳴鶴が渡清し、潘存・兪樾・楊峴・呉大澂らといった文人と交わっている。